# ناصر رضایی
ناصر رضایی (زادهٔ ۱۳۶۲ در قروه کردستان – درگذشتهٔ ۲۶ آبان ۱۳۹۸ در فردیس کرج) شاعر و یکی از کشته‌شدگان اعتراضات آبان ۱۳۹۸ ایران بود.

## زندگی
ناصر رضایی در سال ۱۳۶۲ در قروه کردستان متولد شد. او فارغ‌التحصیل مهندسی کشاورزی از دانشگاه بروجرد، متأهل و ساکن فردیس کرج بود. وی در کرج به خرید و فروش اتومبیل مشغول بود. وی دستی بر شعر داشت و از احمد شاملو تأثیر گرفته بود اما به دلیل اشعار انتقادی، اجازهٔ انتشار آثارش را نیافت. او ۱ سال و نیم پیش از مرگ ازدواج کرده بود. دکلمه‌ای با صدای ناصر رضایی و منسوب به او در فضای مجازی منتشر شده‌است.

## کشته شدن
ناصر رضایی، روز ۲۶ آبان ۱۳۹۸ در فردیس کرج٬ از ناحیه چشم راست مورد اصابت گلوله قرار گرفت. پیکر او را ابتدا به بیمارستان قائم و سپس به بی‌بی سکینه کرج منتقل کردند. خانوادهٔ ناصر رضایی پس از اخذ تعهد مبنی بر این‌که مراسم خاک‌سپاری و ترحیم فرزندشان بی‌سروصدا و ساده برگزار شود و تشییع جنازه برای او برگزار نکنند، پیکر او را به زادگاهش در قروهٔ کردستان منتقل نموده و حدود ساعت ۱۱ شب به خاک سپردند.
روی سنگ‌قبر ناصر رضایی، شعری از احمد شاملو که مورد علاقهٔ وی بود نوشته شده‌است: «مردی ز باد حادثه بنشست، مردی چو برق حادثه برخاست، آن ننگ را گزید و سپر ساخت، وین نام را بدون سپر خواست»
نهادهای امنیتی از خانوادهٔ رضایی خواسته بودند که در مصاحبه با تلویزیون ایران او را «رهگذر» معرفی کرده و بگویند که توسط «اشرار» کشته شده‌است. همچنین به خانواده گفته بودند که او را «شهید» اعلام می‌کنیم و دیه می‌دهیم اما آن‌ها این پیشنهادها را نپذیرفتند.

## نمونهٔ شعر
| همچو میشی در نگاه گرگ‌ها   |  | ما چه بد خود را شکاری یافتیم |
| آنچنان سرمست بودیم از چَرا |  | عاقبت خود را طعامی ساختیم    |
|                           |  |                              |

## شعریغما گلروییبرای ناصر رضایی
«به گلوله مُردن» اندوه‌یادِ ناصر رضایی شاعر:
رسم کُردها به گلوله مُردن است،
ناصر جان!
حتی اگر از زادگاهت سفر کنی
و بکوچی به شهری دیگر
تا پناه ببری به نوشتن،
به شعر،
به تقسیمِ نان و رؤیا و آفتاب
با دیگران.
رسم کُردها به گلوله مُردن است،
ناصر جان!
شاید باید
کتابهایی که خوانده بودی را
برهم می‌چیدی
و دفترهایی را که سنگین شده بودند
از شعرهایی
که کفه‌های ترازوی جهان را
تراز می‌خواستند.
باید برهم می‌چیدیشان
تا سنگری بسازی برای خود
در آن غروبِ ملتهبِ خیابان
رسم کُردها به گلوله مُردن است،
ناصر جان!
رو در روی ابوالهول کوری
که قلم را تفنگ می‌بیند
و پرنده و فانوس و گل سرخ را
یکجا خمیر می‌کند
چه می‌توانند بنویسند شاعران؟
رسم کُردها به گلوله مُردن است،
ناصر جان!
واپسین شعر نیمه تمامت را
در جیب پیراهنت بگذار
دستار کُردی ات را ببند
و پیش از بیرون زدن از خانه
دمی در آینه خیره بمان
برای تماشای تمام ارزوهای پدرت
و دار و ندار مادری
که بی تو
دیگر چیزی نمی‌خواهد از این جهان.
رسم کُردها به گلوله مُردن است،
ناصر جان!